# F. Murray Abraham
F. Murray Abraham, registrado al nacer como Murray Abraham (Pittsburgh, Pensilvania, 24 de octubre de 1939), es un actor estadounidense ganador de los premios Óscar y Globo de Oro, por su papel como Antonio Salieri en Amadeus.

## Biografía
Nació en Pittsburgh (Pensilvania). Hijo de Josephine, una ama de casa, y Fahrid Abraham, un mecánico de coches. Su padre era un árabe cristiano ortodoxo, que emigró de Siria durante la hambruna de 1920. Su abuelo paterno fue sacerdote en la Iglesia ortodoxa antioquena. La madre de Abraham fue la hija de un inmigrante italiano que trabajaba en las minas de carbón de Pensilvania. 
Abraham se crio en El Paso (Texas) en la frontera con México, donde de niño estuvo ligado (junto con su familia) a una parroquia ortodoxa antioquena local. Fue miembro de una pandilla durante su adolescencia.
Estuvo casado desde 1962 con Kate Hannan, con quien tuvo una pareja de hijos: Jamili y Mick, ella falleció en 2022 de esclerosis múltiple causando un periodo de depresión a Abraham. 

### Carrera
Estudió dos años en el Texas Western College (conocida en la actualidad como la Universidad de Texas en El Paso), donde recibió una mención especial de la sociedad de honor del Alpha Psi Omega (ΑΨΩ), por su interpretación en Comanche Eagle, durante la temporada 1959-1960. 
Participó en varias obras universitarias y acabó viajando a Nueva York para especializarse en interpretación, donde tuvo como profesora a la prestigiosa actriz Uta Hagen.
Debutó en el teatro profesional con la obra Remedio para melancólicos, de Ray Bradbury, y poco a poco fue apareciendo en series de televisión como Kojak y en cine, donde lo situaron dentro de la corriente de títulos fundamentados en el concepto de liberalismo estadounidense, que aún estaba vigente en la primera mitad de la década de 1970. Sus apariciones en aquel periodo (Serpico, 1973; La pareja chiflada, 1975; Todos los hombres del presidente, 1976) partían de este modelo ideológico.
En 1978, abandonó este trabajo. Frustrado por la falta de papeles sustanciales, dijo: "Nadie se tomaba en serio mi actuación. Pensé que si no lo hacía, no tendría derecho a los sueños que siempre he tenido". Su esposa, Kate Hannan, comenzó a trabajar como asistente y Abraham se convirtió en un "amo de casa". Como él lo describió: "Cocinaba, limpiaba y cuidaba a los niños. Fue muy duro para mi idea machista de la vida. Pero fue lo mejor que me pasó". 
Abraham ganó mayor protagonismo cuando apareció como el narcotraficante Omar Suárez en la película de gánsteres Scarface (1983). Este y sus trabajos anteriores no convirtieron a Abraham en un intérprete reconocido por el gran público. Pero su participación en la publicidad, en donde, disfrazado de racimo de uvas, apareció en una serie de spots de la marca de ropa interior masculina Fruit of the Loom, sí que logró que los espectadores se quedasen con su cara.
Su gran oportunidad le llegaría en 1984 interpretando de forma muy convincente al compositor Antonio Salieri de la mano de Milos Forman, con Amadeus, película ganadora del Óscar de la Academia de ese año, y por la que Abraham fue galardonado con el Óscar al mejor actor. La película remite a una presunta rivalidad entre Wolfgang Amadeus Mozart (interpretado por Tom Hulce, también nominado al Óscar por su trabajo), con Antonio Salieri (a cargo de Abraham), músico italiano que pasó la mayor parte de su vida en la Corte Imperial de Viena, para la que fue compositor y maestro de capilla. El guionista y autor de la obra teatral que dio origen al filme, Peter Schaffer, plantea que Salieri, viejo y loco al final de su vida inventa la historia de fue él quien condujo a Mozart a la muerte, por la envidia que le generaba. La obra, a sabiendas, no sigue los hechos históricos, y hace de Salieri un personaje en toda su esencia, destacado y formidable, al que Abraham extrajo todo su jugo. Éste sigue siendo su trabajo más icónico.
Aun así, la imagen del músico italiano que ofrece Abraham no difiere en demasía de otra personalidad del siglo XIV, el inquisidor Bernardo Gui, al que da vida en El nombre de la rosa (1986). En el rodaje de este film, comenzó a labrarse fama de actor difícil, el realizador Jean-Jacques Annaud le definió como un actor egocéntrico que se consideraba más importante que nadie porque él tenía un Óscar en su estantería. En ese momento, Sean Connery aún no había ganado el suyo por Los intocables de Eliot Ness. El nombre de la rosa fue un éxito pero acabó encasillando a Abraham en los personajes siniestros. Un encasillamiento motivado por un físico muy concreto (raíces sirioitalianas), del que, sin embargo, ha sabido desprenderse en su vertiente televisiva, como lo prueban sus recreaciones de Abraham Lincoln, Tommaso Buscetta, Cyrano de Bergerac o Al Capone. 
Al margen de sus trabajos en el cine, Abraham ha logrado éxitos en teatro, y ha actuado en producciones de la Royal Shakespeare Company, Broadway y en Off-Broadway como A Life in the Theatre, Angels in America: A Gay Fantasia on National Themes, Tío Vania, Un mes en el campo o El mercader de Venecia.
Sus últimos trabajos han sido en series como Salvando a Grace (2009), Law & Order: Criminal Intent (2010), The Good Wife (2011, 2012, 2014), Blue Bloods (2012) o Homeland (2013). Esporádicamente, ha trabajado en el cine, en coproducciones españolas como El puente de San Luis Rey y En busca de la tumba de Cristo, y también en italianas como Perestroika, Barbarossa o en la cinta de Giancarlo Giannini, I Looked in Obituaries.
Además de su carrera como actor, F. Murray Abraham también es profesor de arte dramático en el Brooklyn College y en la Universidad de Nueva York.
En el 2023, fue despedido de la serie “Mythic Quest”, de Apple TV+ por "Mala conducta".

## Filmografía parcial
- Serpico (1973)
- La pareja chiflada (1975)
- El prisionero de la segunda avenida (1975)
- The Ritz (1976)
- Todos los hombres del presidente (1976)
- Sex and the Married Woman (1977)
- Madman (1978)
- Marco Polo - TV (6 episodios, 1982-1983)
- Scarface (1983)
- Amadeus (1984)
- El nombre de la rosa (1986)
- Un hombre inocente (1989)
- La hoguera de las vanidades (1989)
- Más allá de las estrellas (1989)
- La furia del viento (1989)
- La favorita del sultán (1989)
- A Season of Giants (1990)
- Cadence (1990)
- Mobsters (1991)
- The First Circle (1992)
- Con el arma a punto (1992)
- Viaje al corazón de la Tierra (1993)
- El último gran héroe (1993)
- Nostradamus (1994)
- Poderosa Afrodita (1995)
- Dillinger y Capone (1995)
- Hijos de la revolución (1996)
- Mimic (1997)
- Star Trek IX: insurrección (1998)
- Ester: la reina de Persia (1999)
- Excellent Cadavers (1999)
- Muppets from Space (1999) (Voz)
- Descubriendo a Forrester (2000)
- El cuarto oscuro (2000)
- 13 fantasmas (2001)
- The Hire: Ticker, de Joe Carnahan (2002)
- Joshua (2002)
- Papa Rua Alguem 5555 (2002)
- La plaza de las cinco lunas (2003)
- El puente de San Luis Rey (2004)
- Demasiado amor (Peperoni ripieni e pesci in faccia) (2004)
- En busca de la tumba de Cristo (2006)
- La guerra silenciosa (2006)
- BloodMonkey (2007)
- Como las hormigas (2007)
- Carnera: The Walking Mountain (2008)
- El idioma del enemigo (2008)
- Barbarossa (2009)
- Perestroika (2009)
- The Unseen World (2010)
- I Looked in Obituaries (2011)
- Goltzius and the Pelican Company (2011)
- September Eleven 1683 (2012)
- Inside Llewyn Davis (2013)
- La venganza del hombre muerto (2013)
- The Grand Budapest Hotel (2014)
- Cómo entrenar a tu dragón 3 (Voz) (2019)
- La apariencia de las cosas (2021)
- La flauta mágica (2022)

## Premios y nominaciones
Premios Óscar
| Año  | Categoría   | Película | Resultado |
| ---- | ----------- | -------- | --------- |
| 1985 | Mejor actor | Amadeus  | Ganador   |

Premios Globo de Oro
| Año  | Categoría           | Película | Resultado |
| ---- | ------------------- | -------- | --------- |
| 1985 | Mejor actor - Drama | Amadeus  | Ganador   |

Premios BAFTA
| Año  | Categoría   | Película | Resultado |
| ---- | ----------- | -------- | --------- |
| 1985 | Mejor actor | Amadeus  | Nominado  |

Premios Primetime Emmy
| Año  | Categoría                              | Película | Resultado |
| ---- | -------------------------------------- | -------- | --------- |
| 2015 | Mejor actor invitado - Serie dramática | Homeland | Nominado  |

Premios del Sindicato de Actores
| Año  | Categoría                           | Película                 | Resultado |
| ---- | ----------------------------------- | ------------------------ | --------- |
| 2015 | Mejor reparto de televisión - Drama | Homeland                 | Nominado  |
| 2014 | Mejor reparto                       | The Grand Budapest Hotel | Nominado  |
| 2013 | Mejor reparto de televisión - Drama | Homeland                 | Nominado  |

Premios de la Asociación de Críticos de Cine de Los Ángeles (LAFCA Award)
| Año  | Categoría                                | Película | Resultado |
| ---- | ---------------------------------------- | -------- | --------- |
| 1984 | Mejor actor (ex aequo con Albert Finney) | Amadeus  | Ganador   |

Premios de la Kansas City Film Critics Circle (KCFCC Award)
| Año  | Categoría   | Película | Resultado |
| ---- | ----------- | -------- | --------- |
| 1984 | Mejor actor | Amadeus  | Ganador   |

Premios por su trayectoria
- En julio de 2004, durante una ceremonia en Roma, fue galardonado con el "Premio por gli Italiani nel Mondo". Este premio es distribuido por la Fundación Marzio Tremaglia y el gobierno italiano a los emigrantes italianos y sus descendientes que se hayan distinguido en el extranjero.[1]